# Museumszentrum Berlin-Dahlem

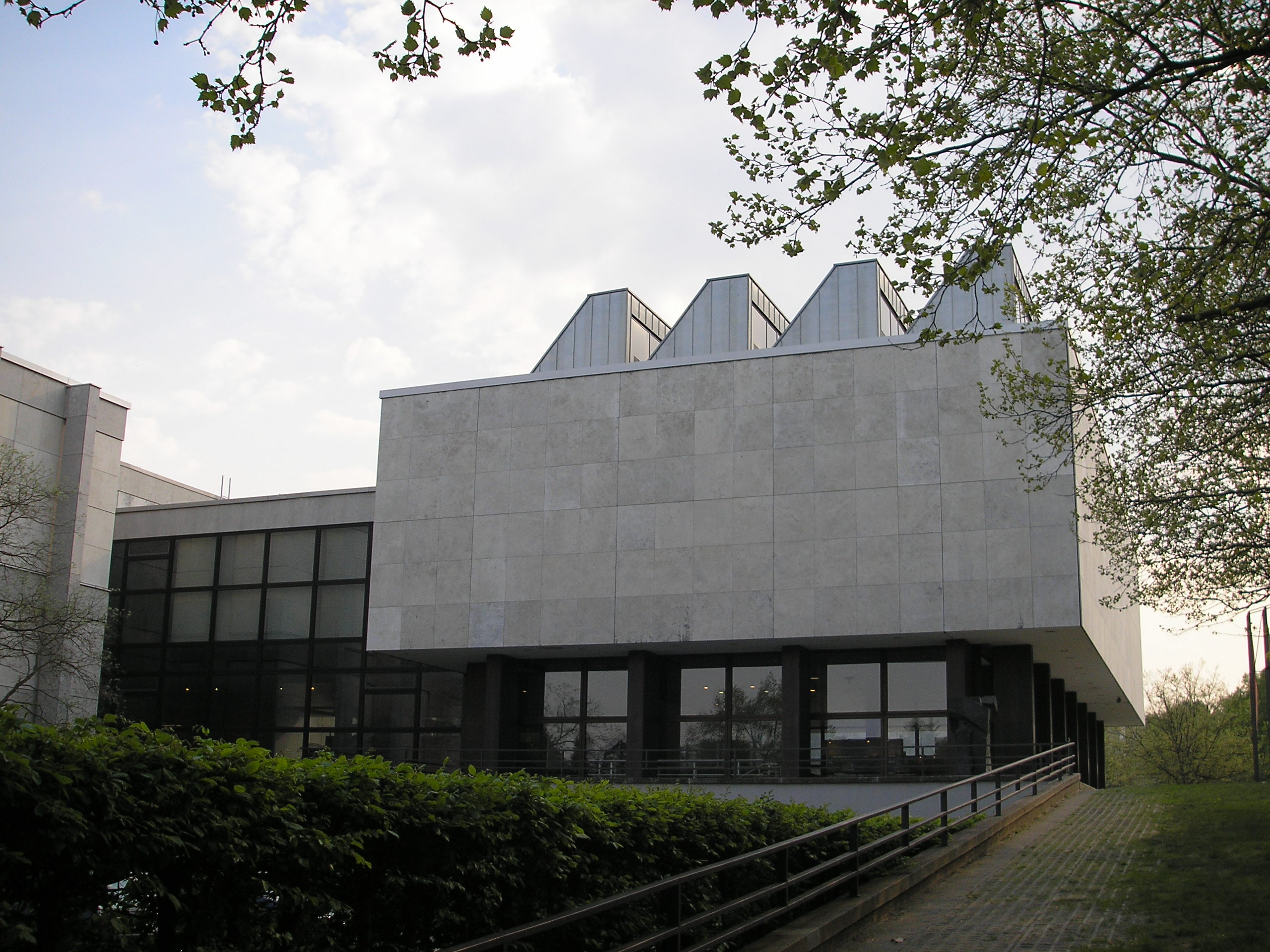
Antiguo Museo Etnológico

El Museumszentrum Berlin-Dahlem es un complejo museístico situado en el distrito berlinés de Dahlem y en el que se expusieron las colecciones de varios Museos Estatales. En la actualidad solo alberga el Museo de las Culturas Europeas.

## Historia
Los planos más antiguos datan de principios del siglo XX, para la construcción del Museo de Etnología, a iniciativa de Wilhelm von Bode, el director de los Museos Reales. La zona fue elegida porque en ella ya se encontraba el Jardín Botánico de Berlín, y más tarde, la Sociedad Kaiser Wilhelm. Sin embargo, entre 1914 y 1923, sólo se completó el edificio diseñado por Bruno Paul para la Colección Asiática (hoy conocido como Edificio Bruno Paul). Con el estallido de la Primera Guerra Mundial, los demás edificios del complejo planificado fueron abandonados.
Tras la Segunda Guerra Mundial, la posterior división de Berlín, y con la Isla de los Museos situada en la parte este de la ciudad, era necesario un lugar para albergar exposiciones, la ubicación provisional elegido fue el edificio de Bruno Paul. Desde 1949, albergó parte de la pinacoteca que había sido trasladada a Berlín Occidental.
Durante 1965 y 1973 se amplió el complejo con edificios, la mayoría obras de Fritz Bornemann y Wils Ebert en el estilo Nueva objetividad, para el Museo de Arte Indio, el Museo de Arte Islámico y Museo de Arte de Asia Oriental.
Con la reunificación alemana en 1992, se reunieron en Dahlem las colecciones de arte de Asia Oriental de Berlín Oriental y Occidental. En 1998, la pinacoteca fue trasladada para ser unificada junto a la de Berlín Occidental en el Kulturforum en el distrito de Tiergarten. El mismo destino sufrió la colección de arte islámico que fue trasladada al Museo de Pérgamo en la Isla de los Museos. En 1999, fue creado el Museo de las Culturas Europeas, tras la unión del Museo del Folclore y la colección europea del Museo de Etnología.
El Museo de Etnología pasó a denominarse Museo Etnológico en el año 2000. En 2006, el Museo de Arte Indio y el Museo de Arte Asiático fueron fusionados. Ambos museos cerraron sus puertas en 2017, siendo trasladadas sus colecciones, en 2019, al Foro Humboldt situado en el Palacio Real de Berlín.